# Ardisia loretensis
Ardisia loretensis är en viveväxtart som beskrevs av C.L. Lundell. Ardisia loretensis ingår i släktet Ardisia och familjen viveväxter. Inga underarter finns listade i Catalogue of Life.